# Johannes Hancke
Johannes Hancke (Jan Hancke ou Joannes Hancke), né le 2 février 1644 à Neisse (Silésie) et mort le 24 août 1713 à Brünn, est un prêtre jésuite allemand, professeur de théologie et de mathématiques.

## Biographie
John Hancke entre au noviciat des Jésuites en 1664. Après le noviciat à Brno, il étudia la théologie de 1670 à 1674 dans les universités jésuites de Breslau et de Prague et publia sa Theses Mathematicae en 1976.
Il fut professeur de mathématiques et de théologie à Prague et à l'université Palacký à Olomouc et à l'université de Prague.

## Œuvres
- Positiones ex universa theologie scholastice. 1672
- Genesis montium propositionibus physico-mathematici illustrata. 1680
- Tenebrae summatim illustratae sive doctrina eclipsium … Christophorus Küchler, Mainz 1682[2]
- Praedictio astronomica solaris deliquii ad annum 1684. 1683
- Horologium nocturnum magneticum. 1683
- avec Kaspar Neumann: Exercitatio catoptrica de idolo speculi. Baumann, Breslau 1685
- Litera de cogitata et Romae agitata reformatione calendarii Gregoriani. 1702